# Beringen, Luxemburg
Beringen är en ort i Luxemburg.   Den ligger i distriktet Luxemburg, i den centrala delen av landet, 16 kilometer norr om huvudstaden Luxemburg. Beringen ligger 228 meter över havet och antalet invånare är 956.
Terrängen runt Beringen är platt norrut, men söderut är den kuperad. Beringen ligger nere i en dal.  Runt Beringen är det ganska tätbefolkat, med 149 invånare per kvadratkilometer.. Närmaste större samhälle är Luxemburg, 16,3 kilometer söder om Beringen. 
I omgivningarna runt Beringen växer i huvudsak blandskog.